# Кора (статуя)

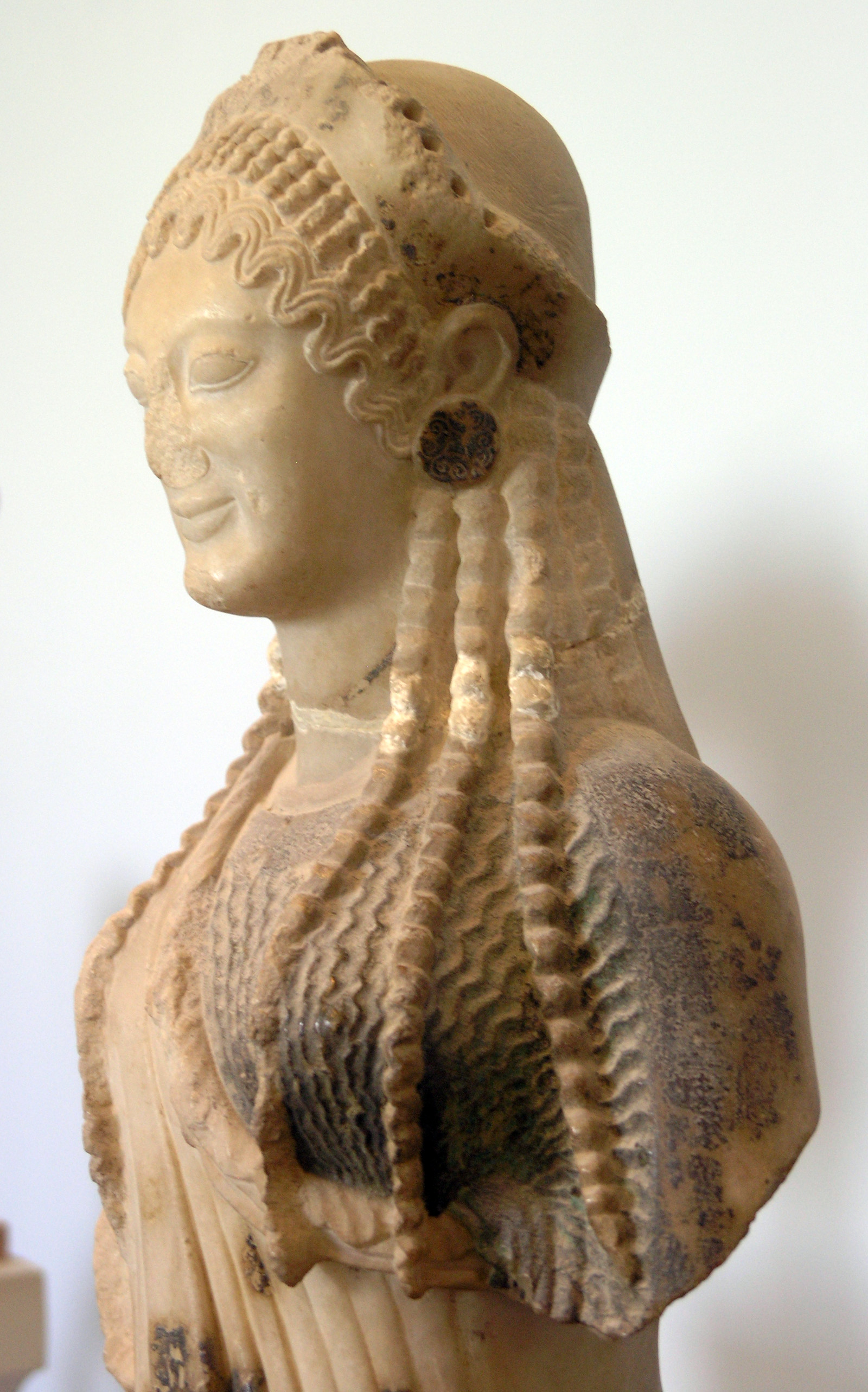
«Хіосська кора», скульптор Архермос, близько 520–510 до н. е., Новий музей акрополя

Ко́ра (грец. κόρη — «дівчина», множина — κοραι) — найменування типу давньогрецької скульптури періоду архаїки, жіночий еквівалент куроса (близько 660 р. до н. е. — близько 480 р. до н. е.). 

## Опис
Кора — це зображення жінки (завжди молодої) у статичній позі, яка одягнена в традиційний грецький одяг, з архаїчною посмішкою на вустах. Кори практично завжди зображувалися стоячими у весь зріст, одна нога злегка виступає вперед (з зімкнутими ногами — рідко), і з однією рукою, що торкається одягу таким чином, щоб не наступити на нього у русі. Вільна рука часто тримала жертву тому богу чи богині, якій вони були присвячені. Шати кор складалися як і з іонічного хітону, так і щільнішого пеплосу (більшість аттичних статуй). Іноді пеплос одягався поверх хітону. Скульптори знаходили нові рішення, створюючи складками тканин ритмічні мотиви, показуючи, як вони компонуються на повністю прихованому людському тілі, а також створюючи орнаментальну канву одягу, яка або висікалася в мармурі, або розписувалася поверх нього фарбами.
Більшість кор виконані в людський зріст або трохи менші за нього. Тип статуї розвивався, виходячи з тих же технічних методів і пропорцій, що і куроси. Правда, у випадку кор людська анатомія прихована під одягом і не так важлива. Проте замість цього лінії тканин, огортаючи гладкі форми, вільно течуть, створюючи безтурботний, практично гіпнотичний настрій, який до того ж доповнюється мирним виразом обличчя і статичною позою. Як правило, корпус виконувався з одного шматка каменя, а руки приставлялися окремо.

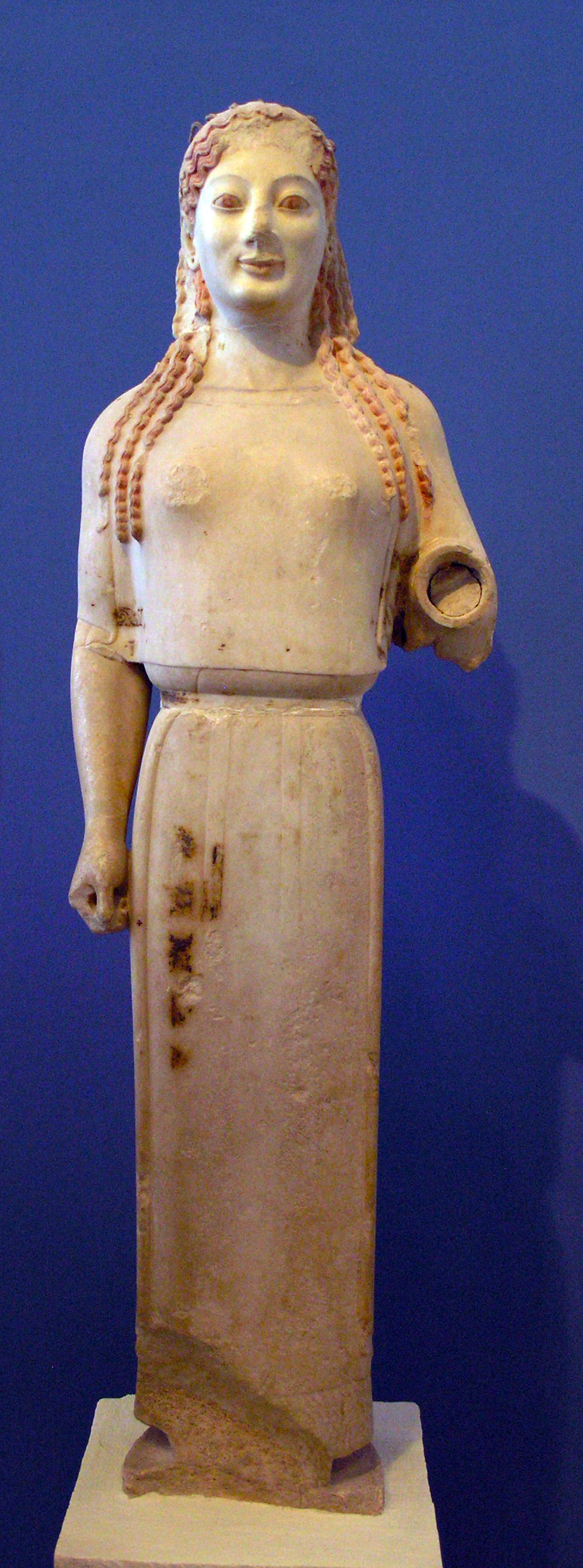
«Кора у пеплосі», близько 530 до н. е., Новий музей акрополя
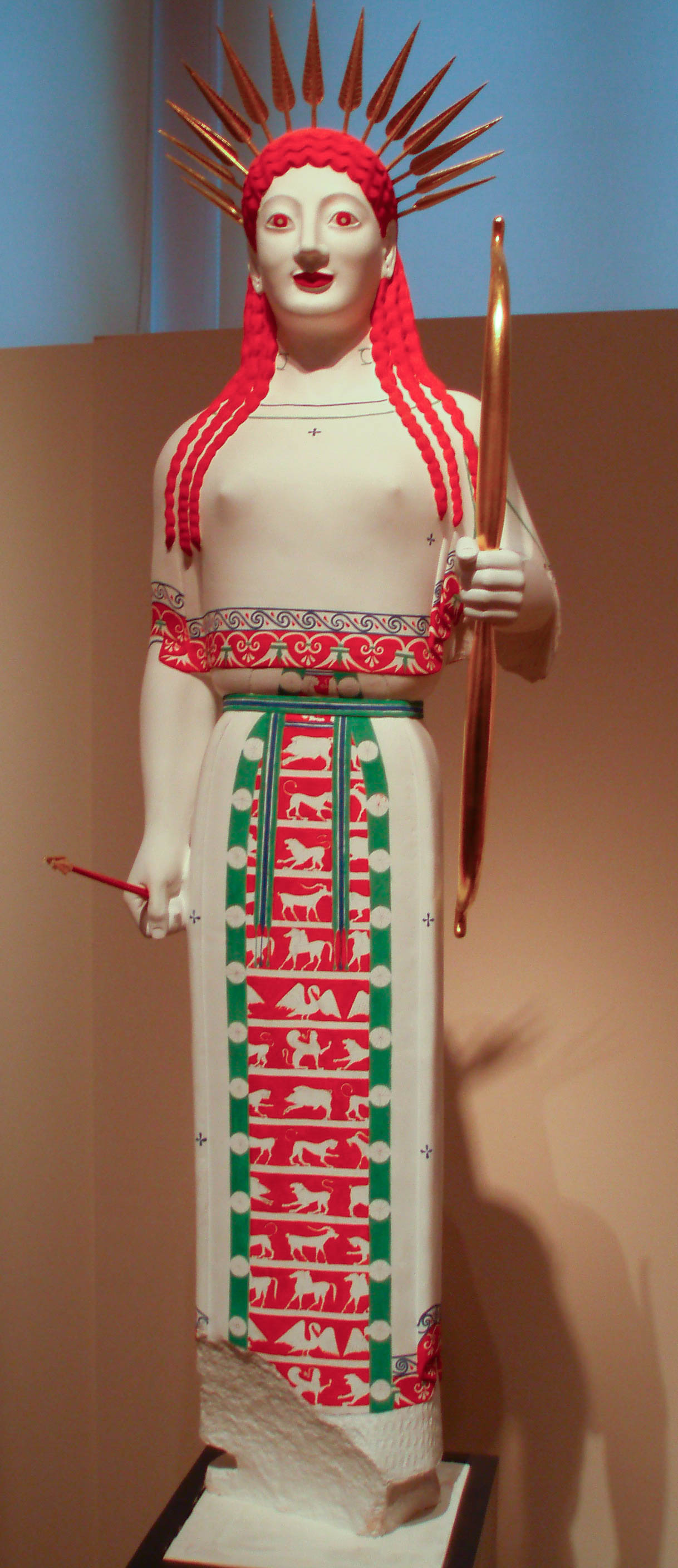
Кольорова реконструкція «Кори у пеплосі»
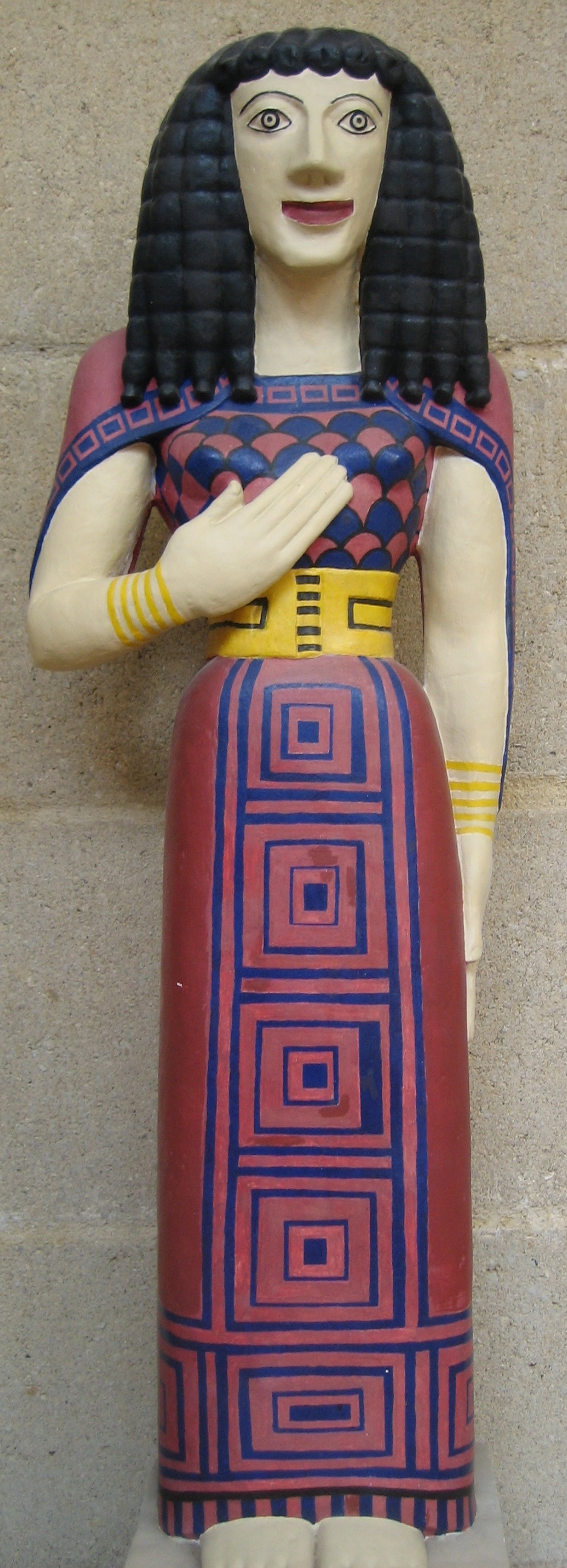
Реконструкція кори, відомої як «Дама з Оксерра»
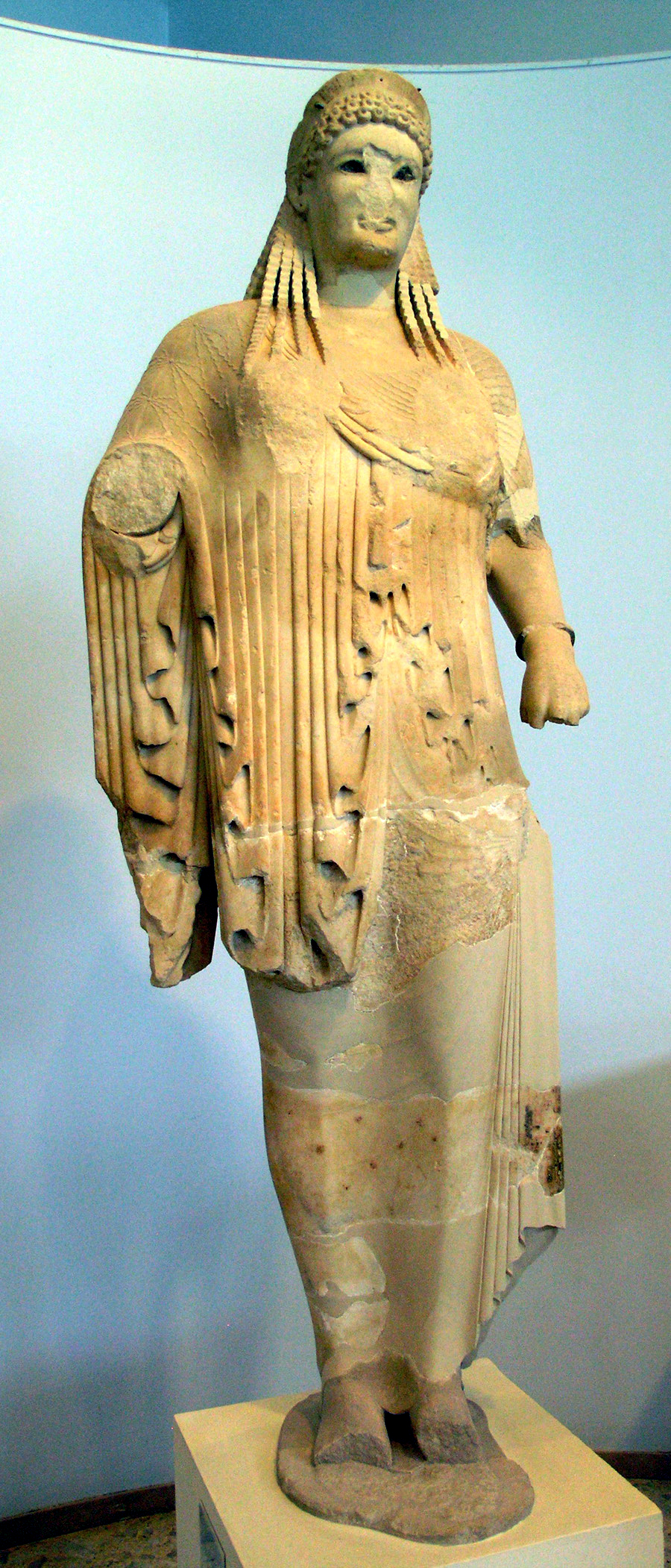
Пізньоархаїчна «Кора Антенора», скульптор Антенор, близько 520 до н. е., Новий музей акрополя

## Колір і матеріал
Скульптури кор в давнину були повністю пофарбовані — поліхромними. Колір підкреслював життєві зображення — фарбами виділялися різні поверхні (волосся, шкіра, очі, тканина), а також служив декоративним цілям, як наприклад, у випадку орнаменту на текстилі. Пігмент наносився на поверхню каменю за допомогою енкавстики: фарбують гранули, потім вони змішувалися з воском (служив сполучною частиною), отримувану суміш в гарячому стані наносили на камінь. Коли віск, що покриває поверхню, остигав, він запечатував таким чином всі пори мінералу і деякою мірою захищав його від руйнування.
Таким чином, на вибір породи каменю для виготовлення не впливав його натуральний колір або прозорість — вони не були важливі. На перший план виходили такі якості, як довговічність і легкість в обробці. У ранній період розвитку на виготовлення кор (і куросів) йшов вапняк, матеріал відносно м'який і пористий. Він добре зберігає фарбу на поверхні, але за довгого перебування просто неба  починає руйнуватися. До того ж, оскільки статуї не вирізувалися з моноліту, а збиралися з окремих деталей, вапнякові елементи могли губитися. Тому немає нічого дивного в тому, що незабаром скульптори надали перевагу мармурові, який важче обробляється, втім довше зберігається.

## Еволюція

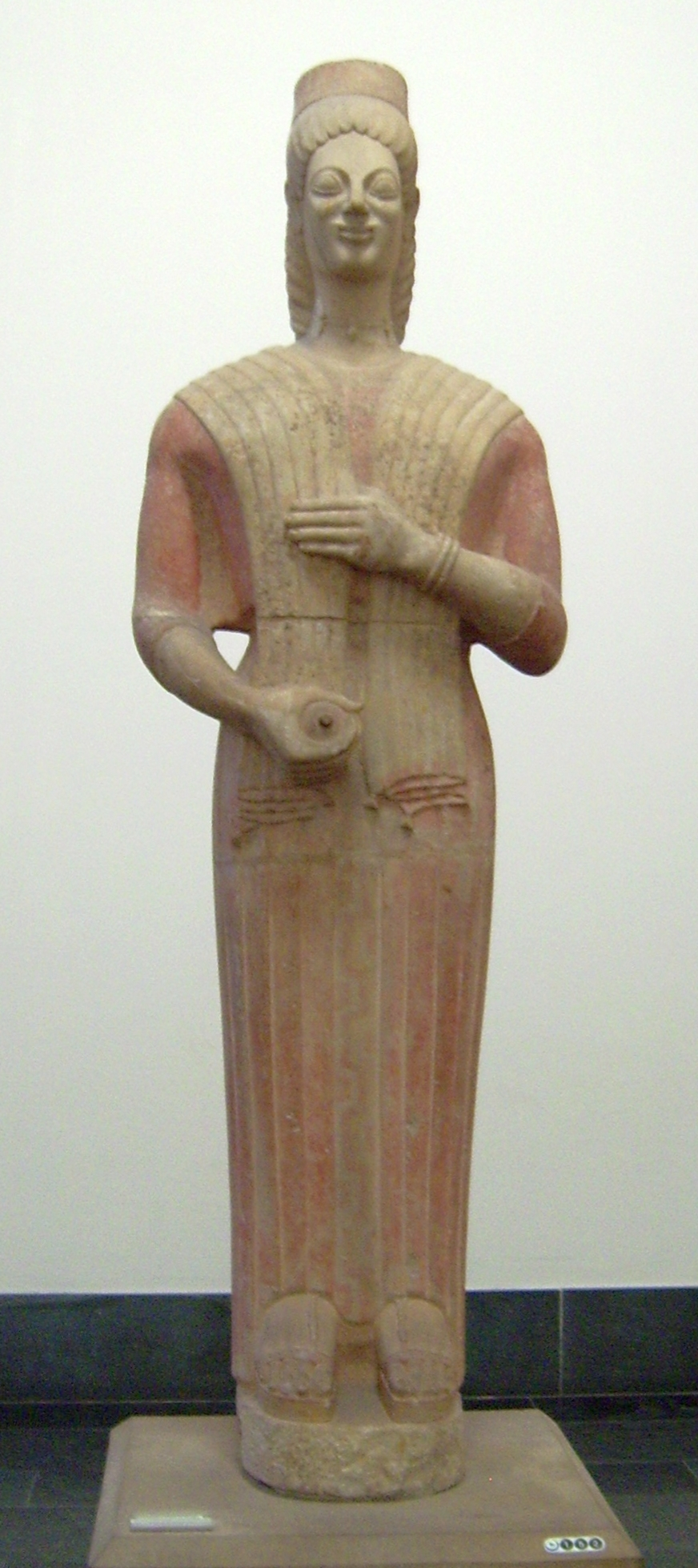
Геометризована «Берлінська богиня (Кора з гранатом)», 580–560 рр. до н. е., Пергамський музей, Берлін

За весь період іконографії кори залишалася практично незмінними, хоча, як і в усьому грецькому мистецтві, характер зображення зазнавав еволюції від геометричної стилізації до реалізму. На відміну від своїх аналогів протилежної статі — куросів — оголеними кори ніколи не зображувалися. Вони відрізнялися добре відпрацьованими зачісками та одягом.
З цієї причини, якщо еволюція куросів розглядається з точки зору аналізу зміни трактування людської анатомії, аналіз розвитку типу кор йде шляхом дослідження мови одягу, яка змінюється від складок разом з виразом обличчя, мімікою. Міміка впродовж століть модифікувалася від наївного й безтурботного виразу обличчя початку VII століття до н. е. до суворішого, пильного погляду, притаманного пізній архаїці і ранньої класиці. Складні шати, приналежністю яких був короткий косий хітон, накинутий на груди, приховували пластику тіла, але вже в 30-х роках VI століття до н. е. у кор з'явилися строгі дорійські убори — пеплоси, які стануть основним вбранням класичної епохи. Форми тіла стають міцнішими, реальними, а до початку греко-перських воєн посмішка збігає з архаїчних осіб. Першим систематичним дослідником кор був професор Нікос Каввадіас, що працював на ділянці Афінського акрополя з 1882 року.

## Призначення
Як і куроси, створювалися з меморіальними цілями: багаті донатори присвячували їх як подарунок божествам, значно рідше — щоб відмітити надгробок членів сім'ї. У багатьох випадках на основах статуй (інколи на їх одязі) висікався короткий напис який озвучує призначення статуї, імена патрона і скульптора. Згідно з більшістю сучасних інтерпретацій археологічних свідчень, кори ніколи не були зображенням якогось божества.

## Пам'ятники

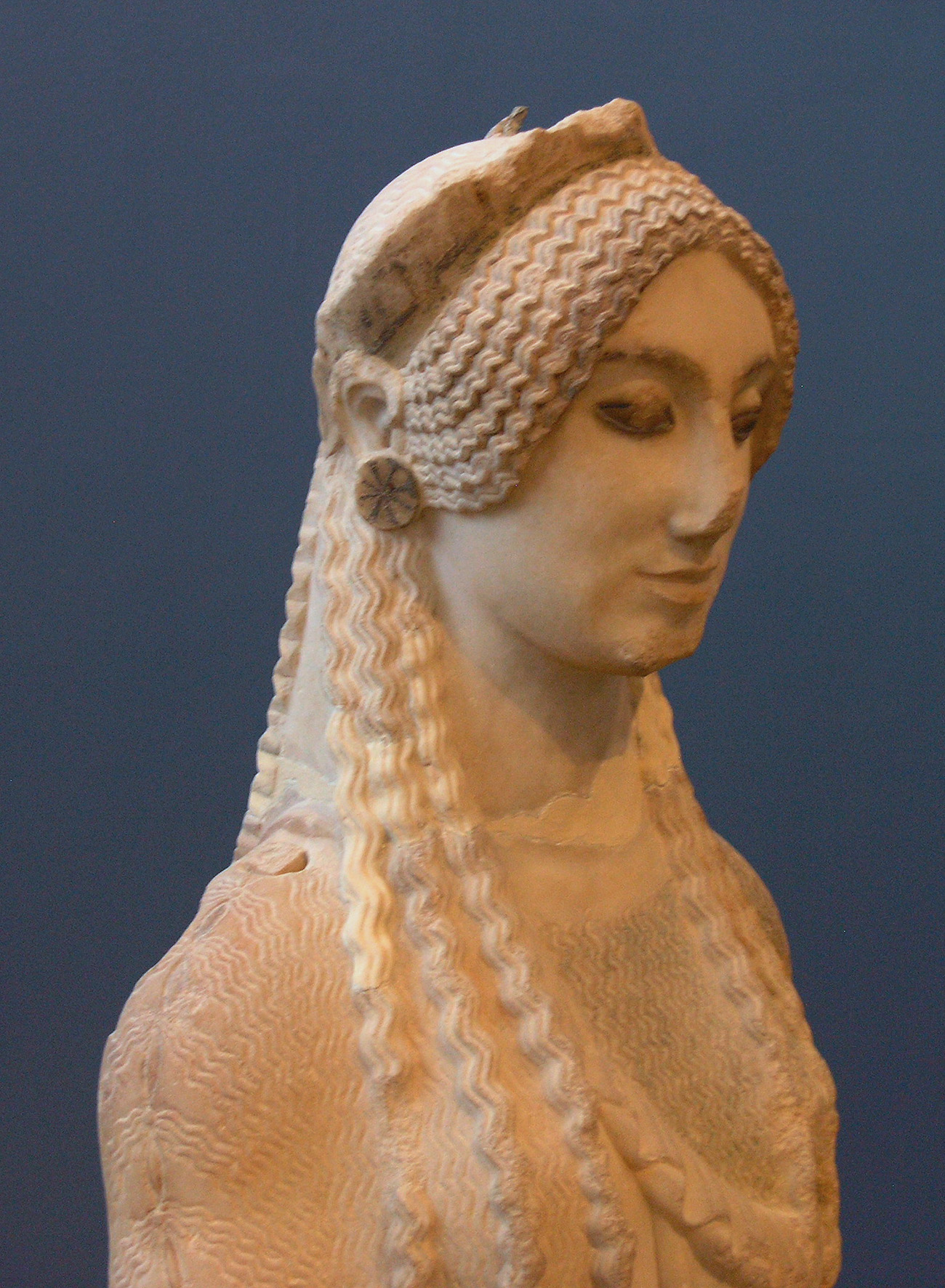
«Кора № 674» Афінського акрополя

Найбільший набір кор був знайдений на Афінському акрополі, вони відносяться до початку VI століття до н. е. По суті, всю історію розвитку цього типу легко можна простежити по цій колекції (Музей Афінського Акрополя), яка практично монополізує цю тему завдяки великій кількості скульптур і їх стилістичній різноманітності. Кори з Акрополя розрізняються за номером, або за якимось особливим прізвиськом. Найвідоміші з них — «Кора в пеплосі» (№ 679), «Хіосська кора» (№ 675) і «Кора № 674». Також цікаві «Кора № 682», «Кора у червоному взутті», «Кора Еутідікоса (Похмура кора)». Більшість цих скульптур були пошкоджені впродовж греко-перських війн, і містяни не ремонтували їх, а просто поховали в землю, де вони і були виявлені в 1885–1890 рр. Ранні кори з інших зборів: «Дама з Оксерра» (Лувр), «Кора Нікандра» з Делоса, бл. 650 р., «Гера. Дар Херамія» (Лувр, бл. 560 р.). Пізніша — «Кора Фрасіклея» (Національний археологічний музей Афін, близько 550–540 років)   